# FlatOut 4: Total Insanity
FlatOut 4: Total Insanity es un videojuego de carreras de combate vehicular desarrollado por Kylotonn. Es el cuarto juego en la serie FlatOut.

## Jugabilidad
Al igual que las partes anteriores de la serie, el juego se centra en las carreras, la destrucción y acrobacias. Los autos no son modelos con licencia y están dañados en colisiones. Hay varios modos, que representan una carrera, derby y trucos con el cuerpo que sale del conductor. Con una victoria en competiciones de carreras, derby y trucos, se abren autos nuevos y más rápidos. La sala de juegos tiene un modo para un solo jugador y una versión multijugador del juego en una red de hasta ocho jugadores.

## Desarrollo y lanzamiento
FlatOut 4: Total Insanity  fue desarrollado por el estudio francés Kylotonn y publicado por Bigben Interactive. El juego se lanzó en PlayStation 4 y Xbox One el 17 de marzo de 2017. La versión de Windows se lanzó en 4 de abril de 2017.